# Mesanza
Mesanza (en euskera Mesantza) es una localidad del municipio burgalés de Condado de Treviño, en la Comunidad Autónoma de Castilla y León (España). 
La iglesia está dedicada a La Asunción de Nuestra Señora.

## Localidades limítrofes
Confina con las siguientes localidades:
- Al norte con Samiano.
- Al noreste con Fuidio y Albaina.
- Al sureste con Laño.
- Al sur con Faido.
- Al suroeste con Baroja.
- Al oeste con San Martín de Galvarín.

## Demografía
Evolución de la población
| Gráfica de evolución demográfica de Mesanza entre 2000 y 2017      |
|                                                                    |
| Población de derecho (2000-2017) según el padrón municipal del INE |

## Historia
Así se describe a Mesanza en el tomo XI del Diccionario geográfico-estadístico-histórico de España y sus posesiones de Ultramar, obra impulsada por Pascual Madoz a mediados del siglo XIX:

Lugar en la provincia, audiencia territorial y capitanía general de Burgos (24 leguas), partido judicial de Miranda de Ebro (5) y ayuntamiento de Treviño (2), y diócesis de Calahorra (18). Situado entre dos collados conocido con los nombres de Vizcarra y Gorvea, que se hallan el uno al E y el otro al O; su clima es templado y sano, y los vientos que reinan con más frecuencia son el N y S. Tiene 6 casas; una fuente próxima a la población, cuyas aguas aunque crudas no son dañosas; una iglesia parroquial (la Asunción) y un cementerio contiguo y al N de la misma; sirven el culto de esta un cura párroco y un sacristán. Confina el término N Samiano y Fuidio; E y S Faido, y O Baroja y San Martín Galvarín. El terreno es de mediana calidad y le baña, pasando por medio del pueblo, un arroyo que nace en el término de Faido y se introduce a distancia de ¼ de hora  en el río denominado Río Grande, dando antes impulso a 2 molinos harineros; en el término de este pueblo se encuentran también 2 montes titulados el uno del Valle y el otro El Carrascal, poblados de robles y varios arbustos. Caminos: estos son todos de herradura en bastante mal estado y dirigen a los pueblos limítrofes. Correos: la correspondencia se recibe de Treviño por los mismos interesados. Producciones: trigo, cebada, avena, maíz y toda clase de legumbres, si bien con alguna escasez; cría ganado vacuno y lanar, y caza de perdices, liebres y muy pocas codornices. Industria: la agrícola y los citados molinos que pertenecen el uno al pueblo y el otro a un particular. Población: 6 vecinos, 53 almas. Capital productivo: 8.000 reales. Imponible: 308.
Diccionario geográfico-estadístico-histórico de España y sus posesiones de Ultramar